# Guadamur
Guadamur és un municipi de la província de Toledo, a la comunitat autònoma de Castella la Manxa. Limita amb Toledo al nord, Argés a l'est, Casasbuenas al sud i Polán al sud i oest. El castell avui dia molt modificat fou originalment construït per Pedro López de Ayala a mitjan segle xv. En l'actualitat està. Al recinte exterior si penetra per una porta envoltada per petits cubs emmerletats. La porta que dona pas a l'interior del castell pròpiament dit resta blasonada pels escuts dels Ayala, Castañeda i Silva. El més destacable és la torre de l'Homenatge, de planta quadrada, l'altura de la qual domina l'edifici i està adornada en la part superior per sis petites garites, quatre en els angles i dues intercalades.
| 1998  | 1999  | 2000  | 2001  | 2002  | 2003  | 2004  | 2005  | 2006  | 2007  |
| ----- | ----- | ----- | ----- | ----- | ----- | ----- | ----- | ----- | ----- |
| 1.593 | 1.593 | 1.578 | 1.599 | 1.617 | 1.666 | 1.705 | 1.746 | 1.774 | 1.788 |

| Període      | Nom de l'alcalde/-essa                                                  | Partit polític | Data de possessió |
| ------------ | ----------------------------------------------------------------------- | -------------- | ----------------- |

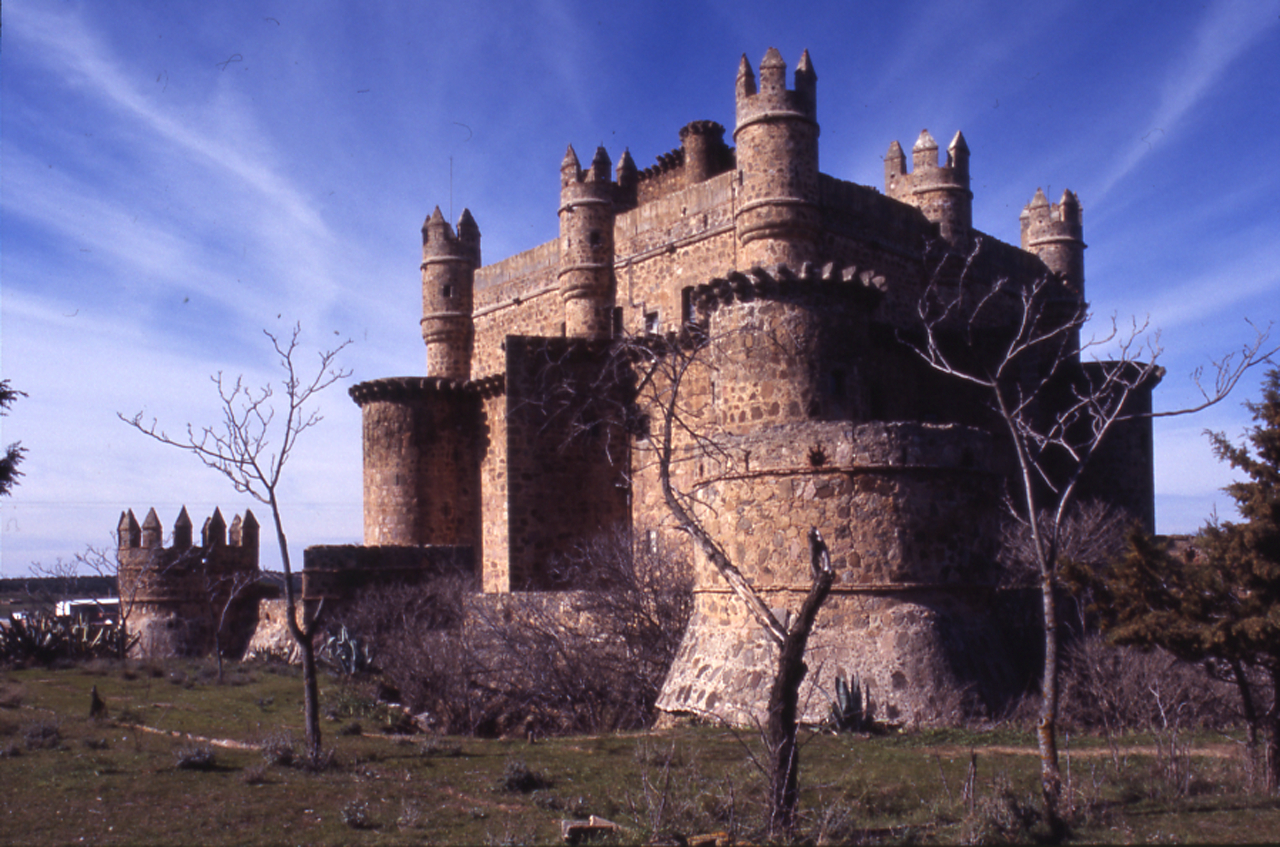
Castell de Guadamur

| 1979 - 1983  | José Antonio García Morales                                             | UCD            | 19/04/1979        |
| 1983 - 1987  | Adolfo Escribano Pavón                                                  | PSOE           | 28/05/1983        |
| 1987 - 1991  | Rodrigo Gutiérrez Fernández                                             | PSOE           | 30/06/1987        |
| 1991 - 1995  | Rodrigo Gutiérrez Fernández                                             | PSOE           | 15/06/1991        |
| 1995 - 1999  | Rodrigo Gutiérrez Fernández Esperanza García Martín (des de 20/11/1997) | PSOE PSOE      | 17/06/1995        |
| 1999 - 2003  | María Sagrario Gutiérrez Fernández                                      | PP             | 03/07/1999        |
| 2003 - 2007  | María Sagrario Gutiérrez Fernández                                      | PP             | 14/06/2003        |
| 2007 - 2011  | María Sagrario Gutiérrez Fernández                                      |                | 16/06/2007        |
| 2011 - 2015  | n/d                                                                     | n/d            | 11/06/2011        |
| 2015 - 2019  | n/d                                                                     | n/d            | 13/06/2015        |
| 2019 - 2023  | n/d                                                                     | n/d            | 15/06/2019        |
| Des del 2023 | n/d                                                                     | n/d            | 17/06/2023        |